# 善光寺 (松戸市)
善光寺（ぜんこうじ）は、千葉県松戸市にある浄土宗の寺院。

## 歴史
1891年（明治24年）、山崎辨榮によって開山された。当地は旧江戸幕府の小金牧であり、人が多く住むようになったのは、明治になり開墾されるようになってからである。そういうこともあり寺院空白地域であった。東漸寺の静誉大康は五香に説教所を設け仏法を広めていた。静誉大康の弟子・山崎辨榮は、師の遺志を継ぎ、この説教所を基に寺を創建した。
辨榮はその後も光明主義運動を掲げ、全国を巡錫した。辨榮は浄土宗の僧侶であるが、後に時宗の無量光寺の当麻上人（住職）となっている。

## 交通アクセス
- 五香駅東口より徒歩約3分（経路案内）。